# Lögérpatony
Lögérpatony (szlovákul Horná Potőň) Felsőpatony község része Szlovákiában, a Nagyszombati kerületben, a Dunaszerdahelyi járásban.

## Fekvése
Dunaszerdahelytől 9 km-re északnyugatra fekszik.

## Története
1246-ban Villa Pothun néven említik először. 1435-ben Felsew Pathon alakban bukkan fel. Ezek az első említések nem biztos, hogy a mai Felsőpatonyt jelentik. Lehet, hogy több Patony nevű falu gyűjtőneve volt. Lögérpatony mint önálló falu 1542-ben fordul elő először Leuger Pathon alakban. 1553-ban Leger Pathon néven említik.
Vályi András szerint "Lögér Patony. Magyar falu Poson Vármegyében, földes Ura G. Pálfy 35Uraság, lakosai katolikusok, és kevés reformátusok, fekszik Szent Mihályfától nem meszsze, Elő Patonyhoz is közel, határja két nyomásbéli, tiszta rozsot terem leginkább, réttye, legelője elég van, piatza Somorján, határját a’ Duna mossa, szigettye is van."
Fényes Elek szerint "Patony (Lőger), magyar falu, Poson vmegyében: 343 kath., 25 ref. lak. Mind a hat Patony N.-Légh és Szerdahely között fekszik a Pestre vivő országutban. Határjuk egész a Kis-Dunáig kiterjed. Legelőjök, rétjök bőven, de száraz természetüek, azért kevés de igen jó szénát adnak. Lakosai vagyonosok, szép szarvasmarhákat tenyésztenek; és hizlalnak; csikókat nevelnek. Förge és Elő-Patonyt N.-Léghi földesurak birják, a többi Patony pedig a Pálffy senioratushoz, vagy a posoni várkapitánysághoz tartozik."
A trianoni békeszerződésig Pozsony vármegye Dunaszerdahelyi járásához tartozott. 1938 és 1944 között – az I. bécsi döntés következtében – ismét magyar fennhatóság alá került. 1940-ben Lögérpatonyt és Benkepatonyt egyesítették, ettől kezdve szerepel a település Felsőpatony néven. 1960-ban Csécsénypatonyt is hozzácsatolták.

## Népessége
1910-ben 450, túlnyomórészt magyar lakosa volt.
2001-ben 1872 lakosából 1757 magyar és 105 szlovák volt.

## Nevezetességei
- Református temploma 1815-ben épült.

## Külső hivatkozások
- Felsőpatony hivatalos oldala
- Községinfó
- Lögérpatony Szlovákia térképén
- E-obce.sk Archiválva 2013. június 8-i dátummal a Wayback Machine-ben